# Épidémiologie de la tuberculose

Légende :
Taux pour 100 000 habitants

*♦ Plus de 300 cas
*♦ 100 à 300 cas
*♦ 50 à 99 cas
*♦ 25 à 49 cas
*♦ 10 à 24 cas
*♦ 0 à 9 cas

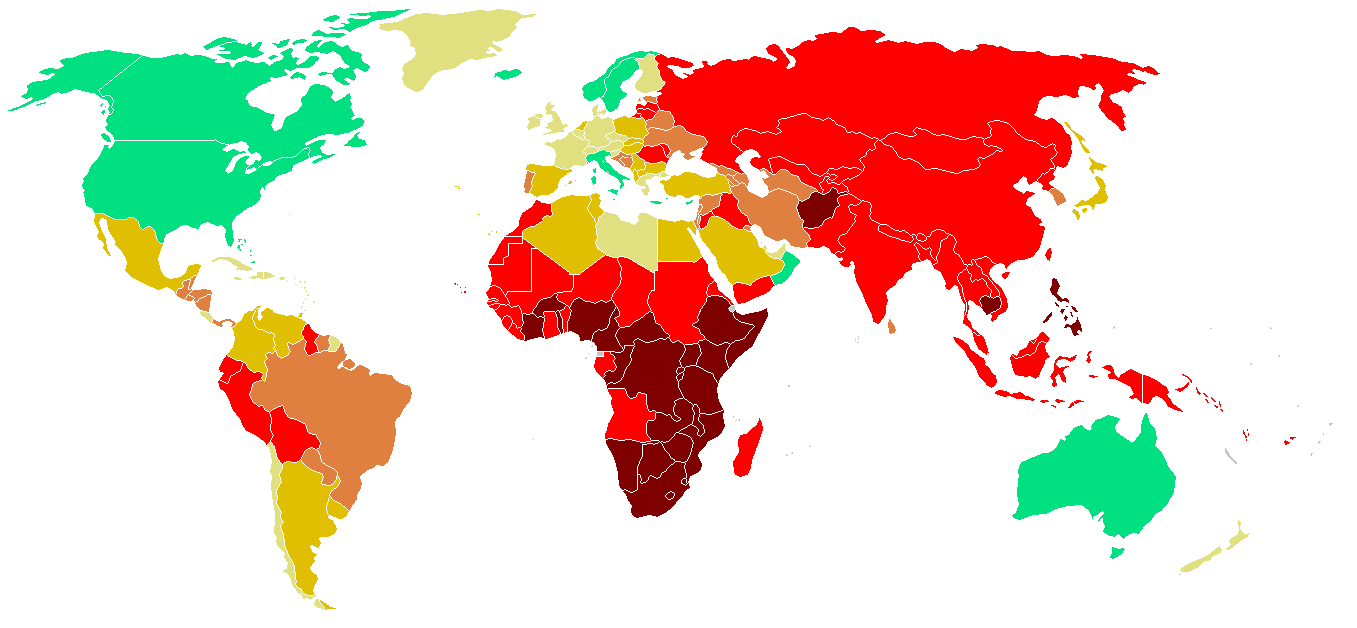
La tuberculose dans le monde en 2006
Légende :
Taux pour 100000 habitants
- ♦ Plus de 300 cas
- ♦ 100 à 300 cas
- ♦ 50 à 99 cas
- ♦ 25 à 49 cas
- ♦ 10 à 24 cas
- ♦ 0 à 9 cas

Le nombre annuel de nouveaux cas de tuberculose dans le monde, incluant les cas de rechute, est d'environ 5,4 millions (2006), occasionnant environ un million de décès, voire près de deux millions selon Clifton Barry, directeur du programme de recherche sur la tuberculose au National Institutes of Health. 

## Description
Selon l'Organisation mondiale de la santé (OMS) : de 5 à 10 % des sujets infectés développent la maladie ou deviennent contagieux au cours de leur existence.
La plupart des nouveaux cas (49 %) se situent dans les zones peuplées d'Asie : Bangladesh, Pakistan, Inde, Chine et Indonésie. Il existe une augmentation dans les pays de l'Europe de l'Est (incluant la Russie). La croissance reste très forte en Afrique, avec près de 13 % contre moins de 1 % dans les pays asiatiques.
Elle est fréquente chez les utilisateurs de drogues par voie intraveineuse et porteurs du virus de l'immunodéficience humaine (VIH), son incidence pouvant atteindre alors près de 10 %. Il s'agit essentiellement d'une infection touchant l'adulte jeune, et les hommes sont près de deux fois plus atteints que les femmes. La malnutrition et les intoxications médicamenteuses sont des causes reconnues de l'augmentation du nombre de cas.
La résistance aux médicaments anti-tuberculeux classiques reste rare (environ 4 % des nouveaux cas) mais atteint 10 % dans certains pays de l'Europe de l'Est. Ce taux augmente très sensiblement en cas d'antécédent de tuberculose précédemment traité. La résistance aux médicaments anti-tuberculeux de seconde ligne reste rare mais a une très forte mortalité dans un délai court. Le nombre de cette dernière forme tend cependant à augmenter (notamment assez fortement en Russie) et à s'étendre géographiquement. Il tend, au contraire, à se stabiliser dans les pays baltes et à diminuer aux États-Unis.
La tuberculose mérite triplement son qualificatif de « maladie sociale » :
- sa fréquence dans une communauté est un bon indice du degré d'évolution sociale de celle-ci. Les facteurs principaux de diminution de la tuberculose sont les conditions de nutrition, d'habitat, d'hygiène et d'éducation sanitaire ;
- la prévention de la tuberculose nécessite, pour être efficace, un équipement médical et une organisation sociale bien développés ;
- les principales victimes sont des adultes jeunes subissant une longue invalidité, vu l'évolution lente et la nécessité d'un traitement efficace.

En 2003, le nombre de malades de la tuberculose a diminué de 30 % en Chine (la Chine est encore le deuxième pays le plus touché au monde après l'Inde) grâce au traitement de brève durée sous surveillance directe (DOTS) de l'Organisation mondiale de la santé, le seul réellement efficace à ce jour, mais qui avait peine à s'imposer dans le monde. À la fin de 2006, le nombre de cas dans tout le Congo était estimé à 80 000, contre 60 000 en 2002. Malgré le soutien des organisations internationales, la situation s'aggrave de par la pauvreté, mais aussi de l'insécurité et des combats, qui poussent les gens à se déplacer, d'où plus de contamination. Le traitement repose sur des mesures de prévention individuelle et collective, ainsi que sur un traitement rigoureux et complet des sujets malades :
- engagement des pouvoirs publics à prévenir la tuberculose en améliorant la disponibilité des commodités de base : eau, nourriture, hygiène, habitat ;
- dépistage de la tuberculose par examen microscopique des frottis chez les sujets qui présentent des symptômes ;
- approvisionnement régulier en médicaments antituberculeux ;
- traitement antibiotique sous surveillance pendant une durée suffisante (plusieurs mois) ;
- systèmes de notification pour vérifier l'action du traitement et les résultats du programme.

## Dans les prisons
Les maladies infectieuses, notamment le VIH/sida et la tuberculose, frappent plus particulièrement les détenus, surtout dans les pays les plus pauvres[réf. nécessaire]. Les prisons offrent le terrain idéal pour que la tuberculose se développe et se propage en raison de la surpopulation, d’une mauvaise alimentation et de services de soins inappropriés.
La prévalence de la tuberculose en prison est beaucoup plus élevée que dans la population générale, jusqu'à 40 fois plus dans certains pays. La plupart des pays où la tuberculose représente un problème de santé publique sont des pays pauvres où les ressources et les infrastructures sont insuffisantes pour lutter efficacement contre cette maladie. Dans les prisons, les moyens sont encore plus restreints. 
La maladie ne peut être enrayée en dehors des prisons que si l'on[Qui ?] s'y attaque également de l'intérieur. Dans une douzaine de pays, dont l'Azerbaïdjan et la Géorgie, le Comité international de la Croix-Rouge travaille avec les autorités carcérales pour lutter contre la tuberculose en prison. L’amélioration des conditions de vie est connue, un accès accru à l’air libre et à un régime alimentaire plus sain et le fait que les patients soient davantage conscients des lourds effets secondaires liés au traitement, peuvent avoir des effets réellement positifs. Le CICR recommande aussi que les autorités appliquent la stratégie mise en place par l'Organisation mondiale de la santé pour combattre la tuberculose (DOTS), qui suppose un approvisionnement régulier en médicaments et une surveillance directe du traitement.

## Autres
Au-delà d’environ 60 ans, des personnes ayant été contaminées dans leur enfance ou leur adolescence (par M. tuberculosis, ou M. bovis), peuvent dans certains cas déclarer une tuberculose évolutive.

## Sources
- Cet article est partiellement ou en totalité issu de l'article intitulé « Tuberculose » (voir la liste des auteurs).